# Бахфельд, Йохен
Йохен Бахфельд (нем. Jochen Bachfeld; род. 17 декабря 1952, Зюльсторф, Мекленбург — Передняя Померания) — немецкий боксёр лёгких и средних весовых категорий, выступал за сборную ГДР в 1970-е годы. Участник двух летних Олимпийских игр, чемпион Игр в Монреале, многократный победитель и призёр национального первенства.

## Биография
Йохен Бахфельд родился 17 октября 1952 года в коммуне Зюльсторф, федеральная земля Мекленбург-Передняя Померания. Активно заниматься боксом начал в подростковом возрасте, тренировался в спортивном клубе «Трактор Шверин». Первого серьёзного успеха на международной арене добился в 1970 году, на юниорском чемпионате Европы в Мишкольце выиграл в наилегчайшем весе серебряную медаль. Два года спустя одержал победу на первенстве Германской демократической республики и благодаря череде удачных выступлений удостоился права защищать честь страны на летних Олимпийских играх 1972 года в Мюнхене — на этих соревнованиях он в полулёгкой весовой категории был победителем в первых двух матчах, но в третьем по очкам единогласным решением судей уступил румынскому атлету, оставшись в итоге без медали.
В 1973 году Бахфельд перешёл в лёгкий вес и выиграл несколько европейских турниров, в том числе первенство TSC в Берлине. Через год после этих состязаний поучаствовал в зачёте чемпионата мира в Гаване, однако в первом же матче проиграл советскому боксёру Василию Соломину, который в итоге и стал чемпионом. В 1976 году Бахфельд во второй раз завоевал титул чемпиона ГДР, но теперь в первом среднем весе. Несмотря на полученную травму, прошёл отбор на Олимпиаду в Монреаль, где победил всех шестерых своих соперников и получил золотую олимпийскую награду. На этом турнире ему противостояли такие сильные боксёры, как Виктор Зильберман, Валерий Рачков, Педро Гамарро, но никто из них не смог остановить немецкого спортсмена.
Вернувшись с Олимпийских игр, он некоторое время не выходил на ринг, однако в 1978 году вновь попал в сборную и съездил на мировое первенство в Белград — жеребьёвка вновь свела его с Рачковым, и теперь победа досталась советскому боксёру. Бахфельд состоял в национальной команде вплоть до конца 1979 года, к тому времени у него накопилось довольно много разных травм, поэтому спортсмен был вынужден завязать с боксом. Всего за свою десятилетнюю карьеру в любительском боксе он провёл 119 официальных боёв, из них 109 окончил победой. В настоящий момент Йохен Бахфельд работает спортивным врачом в одной из частных клиник Шверина.